# Síndrome de Vulpian-Bernhardt
El sìndrome de Vulpian-Bernhardt (SVB), también conocido como flail arm (brazo caído, débil o inestable), diplegia brachial amiotrófica o man-in-barrel syndrom (síndrome de hombre dentro de un barríl) es una rara enfermedad de la motoneurona, considerada como una variante regional de la esclerosis lateral amiotrófica que inicia como una progresiva debilidad y atrofia de brazos.Dentro del espectro de variantes de la ELA, tiene un tiempo de sobrevivencia relativamente largo. Debido a sus características distintivas, se ha sugerido que SVB es una enfermedad distinta de la ELA.

## Historia
La enfermedad fue descrita por primera vez en 1886 por el neurólogo francés Alfred Vulpian y el alemán Martin Bernhardt como una progresiva debilidad simétrica de los brazos con poca afectación de músculos bulbares y piernas.Es una enfermedad rara y atípica cuyo diagnóstico es tardado.En 2015, un estudio encontró diferencias notables con la ELA, en particular la ausencia de señales de afectación de la motoneurona superior en pacientes con SVB. El estudio sugiere que SVB podría ser una enfermedad distinta. 

## Síntomas
Un estudio de 1,188 casos, entre los años 1993 y 2007, de ELA en Londres y 432 en Melbourne utilizó como criterio para catalogar un caso como SVB que durante el primer año exclusivamente se observaba una progresiva debilidad en al menos un brazo.Con este criterio, 135 casos o 11% del total fueron clasificados como síndrome de Vulpian-Bernhard. En el posterior desarrollo de la enfermedad, se observaba también un progresivo debilitamiento de piernas y otros síntomas del ELA. El 16 por ciento de los casos con SVB sobrevivió más de diez años, que es el porcentaje más alto de todas las variantes del ELA incluidas en el estudio.

## Casos
Uno de los pocos casos diagnosticados como SVB que ha hablado en público sobre su enfermedad es Sonia Bustamante Dominguez, una mujer mexicana que fue diagnosticada en 2012. En 2024 describió su enfermedad como una cárcel dentro de su cuerpo.